# Hendriksholm
 Ikke at forveksle med Henriksholm.
Hendriksholm er et område i Hendriksholm Sogn i den sydlige del af Rødovre Kommune.
Området består for det meste af parcelhuse opført efter udstykningen af området i parceller omkring begyndelsen af 1900-tallet. 
Hendriksholm grundejerforening er en forening hvis medlemmer er grundejere/parcelejere i området.
55°40′10″N 12°27′45″Ø / 55.66944°N 12.46250°Ø